# 高麗人
高麗人（こうらいじん、Корё сарам、고려인 (高麗人) / 고려사람 (高麗사람)/ コリョ・サラム）は、ソビエト連邦崩壊後の独立国家共同体（CIS）諸国の国籍を持つ朝鮮民族。

## 概要
高麗とは朝鮮半島に10世紀から14世紀まで存在した国家である。非漢字圏では朝鮮民族のことを英語ではコリアン（Korean）、ロシア語ではカリェーエツ（Корейцы (Koreyts')）というように、朝鮮民族の呼称として“高麗人”にあたる語が広く用いられている。旧ソ連地域の高麗人は、その他称としての「高麗人」が自称に転化したものであり、「コリョ・サラム」と読む（サラムは朝鮮語で「人」の意）。
21世紀現在の主な居住地は、ロシア連邦をはじめ、旧ソ連の中央アジア地域（ウズベキスタン、カザフスタン、タジキスタン、トルクメニスタン、キルギス）、エストニア、ベラルーシ やウクライナなどである。約50万人の高麗人が中央アジアを中心に居住しており、ロシア南部のヴォルゴグラード近郊やカフカース、ウクライナ南部にも高麗人コミュニティが形成されている。
これらのコミュニティは、朝鮮半島や南満州間島地方と近接する沿海州（現在の極東ロシア沿海地方）に居住していた朝鮮民族が、1930年代後半から第二次世界大戦をはさみ、ソビエト連邦における朝鮮人の強制移住（ソビエト連邦における強制移送）で中央アジアに追放され、形成された。
樺太にも、ロシア本土とは別に在樺コリアンが居住している。19世紀後半から20世紀初頭にかけてロシア本土へ移住した者達とは異なり、樺太における朝鮮人は、主に1930年代から1940年代にかけて、日本統治時代の朝鮮の主に慶尚道と全羅道から日本領南樺太へ移住した者達と、第二次世界大戦末期にソ連が全土を支配した樺太に、ソ連の支援で建国した朝鮮民主主義人民共和国（北朝鮮）から労働者として渡っていった者達である。前者は、日中戦争期を含めた戦時下の労動力不足を補うために、南樺太へ出稼ぎや徴用によって移住していた。

## 歴史

### 極東ロシアとシベリア移住
19世紀の李氏朝鮮は、国政が混乱して少数の両班達が大部分の土地を独占するようになった。現在の高麗人の祖先達は、中国の朝鮮族と同様に故郷を離れ、李氏朝鮮北部からロシア帝国を目指したが、清の領地がそれを阻む形となった。それでも、朝鮮人移民第1期となった761家族5,310人は、当時は清の領土だった沿海地方に移住した。同地は1860年の北京条約によってロシアに割譲されることとなった。ロシア帝国は人口の少ない沿海地方を入植地として開放した。朝鮮半島北部はもともと農業には厳しい土壌と気候であった上、ひとたび飢饉が起こると農村は疲弊した。厳しい生活から逃れるために、窮乏農民が北へと流入した。
その後も、多くの農民達がシベリアに移住するようになり、19世紀末にはその数が急増し、1869年には朝鮮人が沿海州における人口の 20%を占めるようになった。シベリア鉄道が完成するより前に、極東ロシアにおける朝鮮人の人口はロシア人より多くなり、地方官吏達は彼らに帰化を推奨した。1897年のロシア帝国の人口調査によれば、ロシア全体で朝鮮語を話す人口が26,005人（男性：16,225、女性：9,780）という結果が出ており、この頃には多くの都市に高麗人村や高麗人農場ができるようになった。
20世紀初頭に、ロシアと日本は、朝鮮半島と満州における権益を巡って対立するようになり、1904年には日露戦争が勃発し、戦争は日本の勝利に終わった。ロシアでは1907年、日本の干渉によって、朝鮮人を排斥する法律が制定され、朝鮮人の農場主は土地を没収され、朝鮮人労動者達は職を失うこととなった。日露戦争に勝利した日本は1910年、大韓帝国に国号を変更していた朝鮮半島を併合した（日韓併合）。ロシアは朝鮮独立運動の為のシェルターとなり、朝鮮人の民族主義者達と共産主義者達はシベリアや沿海州、満州に亡命した。
第一次世界大戦で劣勢と窮乏に陥ったロシア帝国では1917年にロシア革命が勃発。十月革命を経て共産主義のボリシェヴィキが政権を掌握し、東アジアでも共産主義が台頭し、シベリアは在ロシア朝鮮人が日本に対抗するための独立軍養成の基盤になった。日本もシベリア出兵により、革命への干渉とや大陸での権益拡大を狙った。1919年に、ウラジオストクの新韓村（高麗人街）に集まった朝鮮のリーダーたちが三・一運動を支援した。この村は、軍隊の物資補給を含めた民族主義者達の足場となったが、1920年4月4日には日本軍の総攻撃によって、100人以上が死亡した。
ウラジオストクに移住した朝鮮人達は、キリスト教を受け入れるなど積極的にロシア文化に順応するようになった。何よりも、日本の影に怯えることなく働くことが出来るということが、移住の最大の理由だった。
1922年に、ロシア内戦で勝利したボリシェヴィキは1922年、ソビエト連邦を樹立。日本は共産主義革命の波及を恐れて朝鮮半島北部で国境を接するソ連と激しく対立するようになった。一方で、ソ連国内における高麗人の人口は、1923年に106,817人にまで増加し、翌1924年からソ連政府によって国内の高麗人の人口を抑制するための対策が取られるようになった。日ソ基本条約（1925年）により両国は国交を樹立したものの互いを仮想敵国とみなして警戒心を解かず、かつては比較的出入りの緩やかであった朝鮮と沿海州の国境は、1931年に閉鎖されることとなった。

### 強制移住
同1931年に満洲事変を起こした日本陸軍は半年で満州全土を制圧し、1932年3月1日には満洲国を建国した。ソ連の指導者ヨシフ・スターリンは、沿海州に居住する高麗人住民が日本のためにスパイ活動を行なっていると考えるようになった。実際、満ソ間の国境不確定地帯において、長年にわたり日ソ双方によりスパイ戦が行われていた。また、満州において抗日戦を展開しようとしていた中国共産党との協力体制を構築するためにも、自国内にスパイ活動の恐れのある民族を留まらせておくわけには行かなかったとも言われる。スターリンの下で大粛清が開始されると、高麗人のスパイ活動への関与の疑いが高まり、高麗人のほとんどは日本側の活動とは無関係であったにもかかわらず、ニコライ・エジョフの報告によると1937年10月25日までに沿海州に居住していた36,442家族171,781人の高麗人が、対日協力の疑いで中央アジアに集団追放されたと記録されている。
強制移住先の中央アジアの乾燥地帯は農耕には不向きで、ソ連政府によって保障されていたはずの資金援助は受けることができなかったことに加え、移住させられた者のほとんどが稲作農家や漁師だったこともあって、乾燥地帯への適応に困難を伴った。1938年までに少なくとも4万人の高麗人が死亡している。スターリン政権は、密約を結んで東欧を分割したナチス・ドイツへも猜疑心を募らせ、独ソ戦中にかけてソ連西部の少数民族（ヴォルガ・ドイツ人、チェチェン人、クリミア・タタール人）も中央アジアへ追放した。高麗人は彼らと協力し合いながら、灌漑施設を設置するなどの工夫を重ねたうえで稲作を始め、移住から3年後には不毛の大地を一大農業地帯に変えることに成功した。その姿勢が評価され、ソ連共産党から模範的社会主義者（労働英雄）として表彰される者もあった。
独ソ戦には372人の高麗人が参加し、そのうち195人が死亡または行方不明となった。多くの高麗人は兵士や下士官として参加し、63人が下級将校、13人が上級将校であった。将校のうち、3人が連隊長、5人が大隊長、8人が中隊長、14人が小隊長の地位にいた。
戦後、南北朝鮮の分断と朝鮮戦争、中華人民共和国の建国によって、極東は東西冷戦の前線となった。軍事的な要地である沿海州に高麗人が戻って来ることによって、不安定要素が生ずることを望まないソ連当局の意向によって、高麗人は沿海州や朝鮮に帰還する権利を認められず、その後も多くの高麗人がそのまま中央アジアに住み続けた。スターリンの死後、法的には移動の自由が認められたが、一般のソ連人と同様、実際に移動の許可を得るにまでに多大な労力を要し、また、高麗人の現地への定着が進んでいたため、沿海州に帰還する者はほとんどなかった。また、グラスノスチが始まるまでは、強制移住に対して発言することは許されなかった。

### ソ連崩壊以降

#### ロシア
居住地への帰還を認める「ロシアの高麗人の名誉回復に関する法」が1993年に成立したが具体的な手続きはなく、帰還の手助けとはならなかった。2002年の人口調査では、148,556人の高麗人がロシアに居住し、男性が75,835人、女性が 72,721人だった。そのうち、25%はシベリアと極東ロシアに居住している。同地の高麗人達はその移住経路が多様で、1937年の強制移住から帰って来たCIS諸国の国籍を保持した 33,000人以外にも、約4,000から12,000人の北朝鮮からの移住者も確認されている。大韓民国や中国少数民族出身の高麗人も定住し、投資を行うなど国境貿易に参加している。

#### ウクライナ
2001年の人口調査では、高麗人を自称する者が12,711人存在しているという結果が出たが、これは1989年の8,669人より大幅に増加している。特に人口が多い都市はハルキウ、キーウ、オデッサ、ムィコラーイウ、チェルカースィ、リヴィウ、ルハーンシク、ドネツィク、ドニプロ、ザポリージャ、クリミア半島などである。ウクライナで一番規模が大きい高麗人コミュニティはハルキウにあり、約150人の高麗人家族が居住している。最初の朝鮮語学校が、1996年に開校している。

#### 中央アジア
ソ連崩壊後、50年を経て生活基盤が中央アジアに完全に定着してしまった高麗人の多くは、そのまま中央アジアに住み続けているが、中央アジア諸国は、いずれも民族主義的志向が強く、ロシアに流出する傾向にある。例えば、ソ連時代、モスクワの高麗人の人口は数千人に過ぎなかったが、1990年代末には1万5000人にまで達している。
同地域における高麗人は、その多くがウズベキスタンとカザフスタンに居住している。カザフスタンにおける高麗人文化はかつての首都だったアルマトイを中心に発信されており、同都市では中央アジアでは唯一の朝鮮語新聞である『高麗日報』と朝鮮語劇場が運営されている。カザフスタンの人口調査では、1939年には96,500人、1959年には74,000人、1970年には81,600人、1989年には100,700人、1999年には99,700人の高麗人がそれぞれ記録されている。

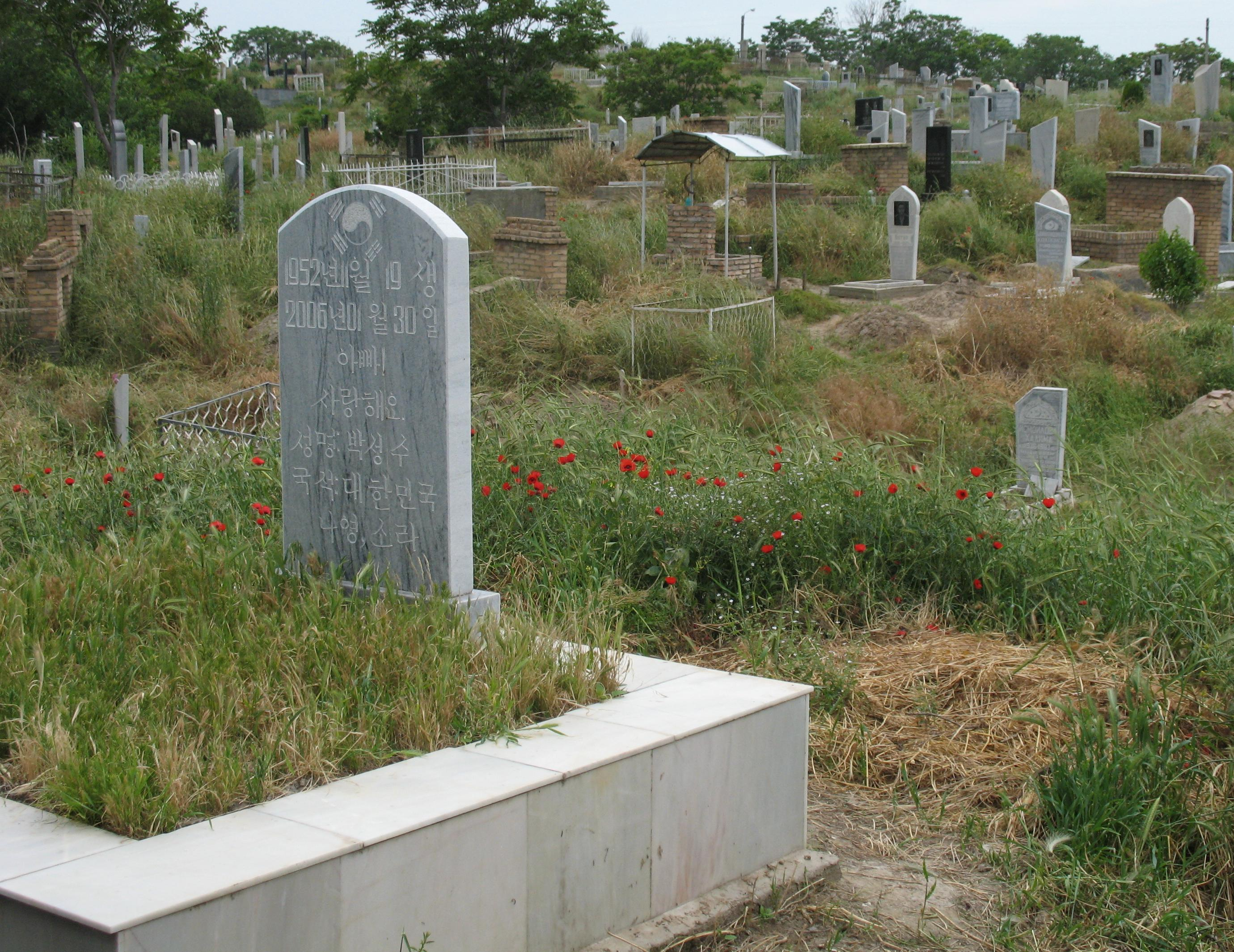
ウズベキスタンのサマルカンドにある高麗人墓地

ウズベキスタンの高麗人たちは、農村地域に広く散らばっている。同国では、高麗人たちが公用語であるウズベク語ではなくロシア語を常用しており、言葉の壁にぶつかるケースが続発することとなった。ウズベキスタンの独立後、多くの高麗人たちがウズベク語を話すことができないために、失業の憂き目に遭うこととなった。その一部は、極東ロシアに移住したが、そこでも生活の困難に直面することとなった。2017年現在ウズベキスタンでは18万人が居住し、約6万人が首都タシケントに集まっている。強制移住から80年の節目である2017年、タシケントにあるソウル公園で記念碑が建てられた。この式典には韓国の首都であるソウル市の市長も参加した。
タジキスタンにも小規模ながら高麗人コミュニティがある。ウズベキスタンとカザフスタン以外の地域への移動を禁じる規制が緩和された1950年代後半から1960年代前半にかけて、高麗人たちの同地への大規模な移住が始まった。移住の引き金となったのは、豊富な天然資源と温暖な気候だった。同国における高麗人の人口は1959年に2,400人、1979年に11,000人 、1989年に13,000人にまで増加し、そのほとんどが首都のドゥシャンベに住み、少数ながらクルガン・テッパとホジェンドにも居住する者もいた。他の中央アジア諸国の高麗人と同様に、タジキスタンの高麗人たちも他の民族より高い平均収入を誇る傾向があった。しかし、1992年5月に勃発したタジキスタン内戦により、多くの高麗人たちは同国を離れることとなり、その人口は1996年までに7年前の半分以下となる6,300人にまで減少した。内戦終了後の2000年にも、イスラム解放党のメンバーがドゥシャンベにある高麗人のキリスト教教会で爆弾テロ事件を起こし、9人が死亡、30人が重軽傷を負う事態となった。現在も同国に残っている高麗人のほとんどは、農業と小売業に従事している。

#### 無国籍となった高麗人
ソビエト連邦の崩壊以降、一部の高麗人達は無国籍となった。ソ連時代に連邦だった国々が、ロシア国籍を認めなかったために、それぞれの国籍を再度申請しなければならなかったがこれを知らなかった、書類の紛失、住民登録の失念、経済的な余裕の有無、パスポートの再申請の不可などの理由により無国籍者が存在している。この背景には、生まれ育った家庭が貧困だったため、教育など社会生活を送るうえで必要な情報を得られなかったという事情があり、このような不利益は彼らの子孫にまでそのまま受け継がれてしまっている。CISには現在、高麗人全体の10%にあたる約5万人の無国籍者がいることが推測されている。
こうした事態に対して、韓国政府は2007年から現地の国籍を取得させる為の外交活動と法的支援といった無国籍高麗人支援事業を開始し、ウクライナでは移民局が「ウクライナ国籍がない高麗人の身分を、韓国大使館が証明すれば国籍回復手続きを手助けできる」という意向を明らかにしたものの、各国の法律や文化的な障壁に阻まれ、成果を上げるには至っていない。

#### 朝鮮半島に帰還した高麗人

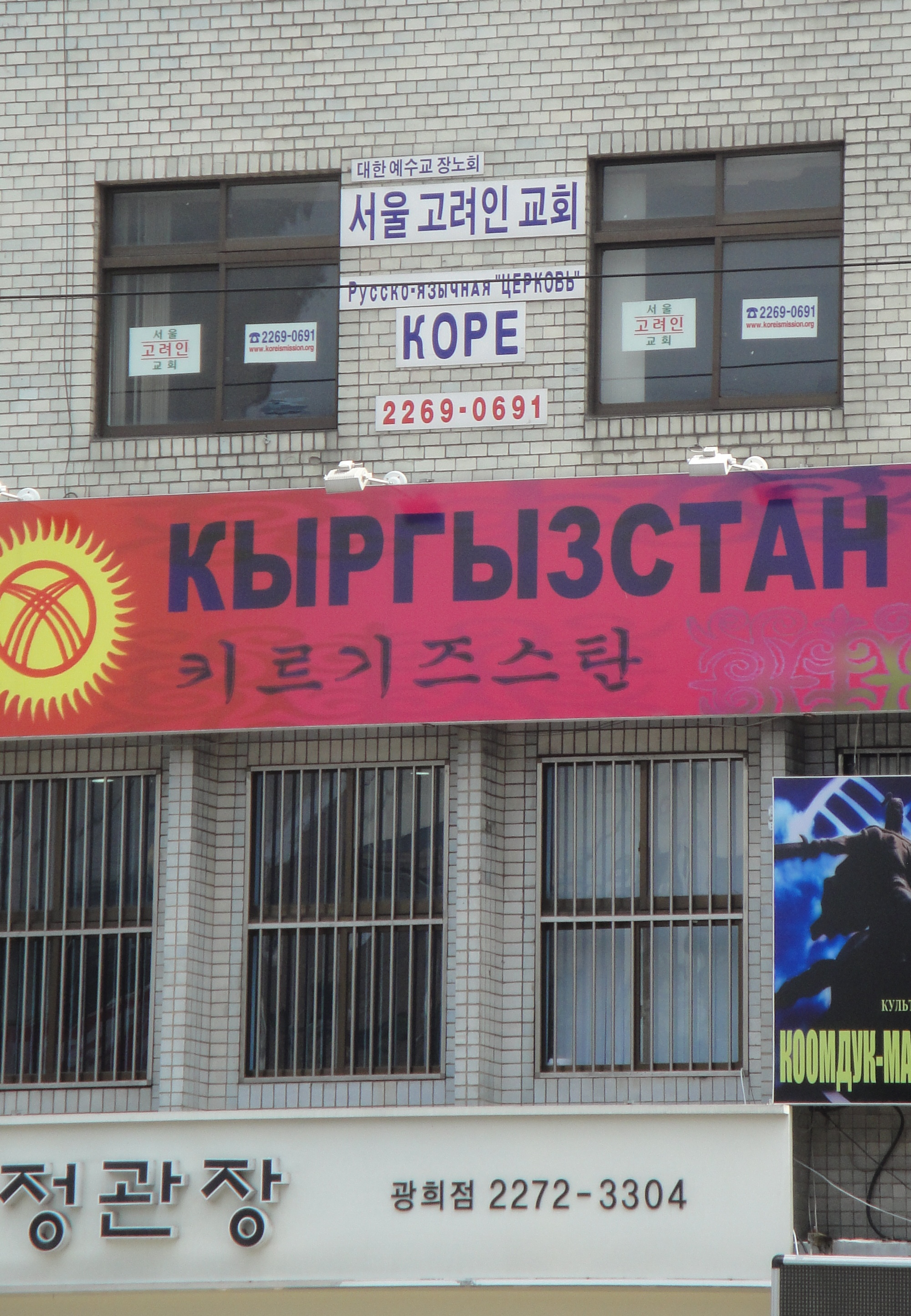
ソウル特別市中区光熙洞にある高麗人を対象としたキリスト教教会。同じ建物の1階には、キルギス料理店が見られる。

第二次世界大戦前後に、小規模ながら高麗人の朝鮮半島への帰還移動があった。主なグループとしては以下が挙げられる。
1. 日本統治時代の朝鮮における諜報活動を行うために派遣された者
2. 大戦後の1945年から1946年にかけて到着した赤軍（ソ連軍）兵士
3. 1946年から1948年にかけて北朝鮮に到着した各方面の指導者
4. 一身上の都合でソ連から北朝鮮に渡った一般人

前述した通り、中央アジアにおける高麗人の品行方正ぶりが評価されたことにより、第二次世界大戦末期からソ連対日参戦をにらんで、ソ連当局は一部の高麗人をソ連軍やソ連共産党に受け入れ始めた。彼らは一部は終戦後、北朝鮮に送り込まれ経済再建や朝鮮人民軍の創設に大きく貢献したが、金日成によりほぼ全員が粛清されることとなった（「ソ連派 (朝鮮)」参照）。
後に、大規模な韓国への労働移住が展開されることとなった。 2005年の時点で、10,000人ものウズベキスタン人が韓国での労働に従事しており、その大部分が高麗人である。 韓国からウズベキスタンへの送金は、毎年1億ドルを超えると見積もられている。韓国では1945年の政府発足時点に国籍を有した高麗人の韓国での帰還を認めているが、祖父母が韓国籍と定められ四世は成人になると出国する必要がある。

## 文化
中央アジアへの移住以降の高麗人達は、稲作農家として暮らしていた以外にも、周辺の遊牧民とはほとんど交流せず、教育に重点を置いた、現地人とは異なる様式の生活を送ることとなった。また服装に関しても、この頃から韓服の着用を止め、中央アジアで着られているスタイルのものより、西洋式の洋服を着る生活を送るようになった。
著名な食文化としては、ニンジンで作ったキムチ「マルコフチャ」が挙げられる。高麗人の食文化は他民族にも影響を与え、中央アジアの強制移住先でチェチェン人は、白菜だけでなくキャベツやパプリカを使う高麗人風のキムチを知り、チェチェン共和国に持ち帰って定着させた。
高麗人コミュニティにおける生活風習は、様々な変化がもたらされることとなった。 結婚に関してはロシア式のスタイルが取り入れられることとなった一方で、葬式に関しては朝鮮における伝統的な方法が受け継がれることとなった。また名前に関しては、既に亡くなった世代の者の場合、伝統に則って漢字で表記されているが、現在存命している者の場合、スターリン時代の影響もあって、漢字を解する者はほとんどいないため、ハングル文字のみで表記されている。一方で、1歳の誕生日（トルチャンチ）と還甲の儀式は、葬式と同様に伝統的な方式が受け継がれることとなった。
大戦後に生まれた高麗人は、ソビエト連邦という多民族国家で育った影響から、異民族との交流を盛んに持つようになり、韓国・朝鮮人が単一民族国家意識が強いのとは正反対である。
無宗教者が多かったが、ソ連崩壊前後の時代からキリスト教が増えた。韓国からの宣教師の影響もあるが、イスラム教徒が多い中央アジアで新しいアイデンティティを探していることも関係している。
高麗人には、オガイ（Огай）、ノガイ（Ногай）、ユガイ（Югай）、ヘガイ（Хегай）など、「ガイ」（гай）のつく姓がよくみられる。呉（オ、오）、盧（ノ、노）、柳（ユ、유）、許（ホ、허）などといった朝鮮の姓が変形したもので、それらはたいていの場合、ハングルでいうパッチムのつかない単音節の姓である。なぜ「ガイ」（гай）がついたのかは定かではないが、ロシア人の入国管理官に姓を尋ねられた際、朝鮮語で「〜家です」（〜ガイムニダ、〜가입니다）と答えたところ、朝鮮語に明るくない管理官に「ガイ」（가이）の部分まで姓の一部だと誤解されたのだという説はよく知られている。

## 言語状況
スターリン時代、高麗人は、公式の場で朝鮮語を使用することを禁止され、学校の授業も全てロシア語で行われた。スターリンの死後、これらの制限は撤廃されたが、ソ連社会に同化した高麗人は、進学や社会的栄達に有利なロシア語を母語としていた。子供を持つ高麗人の両親の中には、朝鮮語をもはや不要なものと考え、朝鮮語の授業の廃止を要請する者もいた。しかし、インターナショナリズムを標榜するソ連当局は、これら一部の高麗人の両親達の訴えを退けた。フルシチョフ及びブレジネフ時代、朝鮮語紙『レーニンの旗幟』（1938年 - 1989年発行）が発行され、朝鮮語で上演される朝鮮劇場が中央アジア各地を巡業した。よって、スターリン時代を除けば、ソ連で朝鮮語が弾圧されたというのは事実に反する。ただし、社会的な圧力があったことは否定できない。
ペレストロイカとグラスノスチの訪れと共に、短期間の朝鮮民族復興運動が始まった。ソ連の各共和国には、朝鮮民族協会が設立され、朝鮮語を学ぶ高麗人の若者が一時的に増加した。高麗人の知識人層の中では、沿海州への帰還運動も起こったが、実際に沿海州に再移住したのは数千人に過ぎなかった。なお、彼等の話す朝鮮語は、ロシア語の影響を極めて強く受けた「コリョマル（高麗語）」と呼ばれるものであり、本国の朝鮮語との乖離は特に日常の話し言葉において甚大である。韓国や北朝鮮、中華人民共和国延辺朝鮮族自治州で話される中国朝鮮語はどれもほとんど問題なく互いの意思疎通が出来るが、高麗語や在日朝鮮語の場合は、意思疎通は無理ではないにしろ、かなりの困難を伴う。

## 高麗人の著名人
- アレクサンドル・ミン：ソ連の軍人（高麗人唯一のソ連邦英雄）
- ニコライ・キム：ソ連の軍人
- ピョートル・ツォイ：ソ連の軍人、許哥誼の岳父
- ヴィクトル・ツォイ：ソ連末期のロック・ミュージシャン
- アナトリー・キム（英語版）：作家
- ユーリ・キム（英語版）：シンガーソングライター
- ゲルマン・キム（英語版）：ソ連科学アカデミー会員
- ボリス・ユガイ：キルギスの軍人（参謀総長）
- 許哥誼：北朝鮮のソ連派の有力者。
- 南日：朝鮮人民軍高官、北朝鮮外相
- 金柄夏：コルホーズ経営者
- デニス・テン：カザフスタンのフィギュアスケート選手
- ネリー・キム：元体操競技選手
- コンスタンチン・チュー：プロボクサー
- 金擎天：朝鮮独立運動家
- 洪範図：朝鮮独立運動家
- アレクサンドラ・キム（英語版）：革命家
- ヴァレリー・カン（英語版）：政治家
- アニータ・ツォイ（英語版）：歌手
- ニコライ・シン（英語版）：画家

## 参考資料
- История иммиграции корейцев.Книга первая.Вторая половина 19в.-1945г.Глава 3.Переселение на русский Дальний Восток и депортация（『朝鮮移民史』第2巻、19世紀～1945年後半、第3章「ロシア極東への移住と追放」、ゲルマン・キム）
- Корейцы на Сахалине（『サハリンにおける高麗人』、ゲルマン・キム）
- Советские корейцы в Северной Корее в 40-60 гг.（『40～60年代における北朝鮮のソビエト高麗人』、ドミトリー・メン）
- Д.В. Шин Б.Д. Пак В.В. Цой. “СОВЕТСКИЕ КОРЕЙЦЫ на фронтах Великой Отечественной войны 1941–1945 гг” (PDF).  ロシア科学アカデミー東洋学研究所. 2022年11月12日閲覧。
- 朴三石『海外コリアン―パワーの源泉に迫る』中公新書
- 民教会スペシャル『流転～追放の高麗人と日本のメロディー～』（2003年熊本放送）
- 宇山智彦『中央アジアを知るための60章』明石書店エリア・スタディーズ 2010年2月10日発行